# Heidebos
Het Heidebos is een natuurgebied in het noorden van Oost-Vlaanderen en ligt verdeeld tussen Moerbeke-Waas en Lochristi. Het werd gesticht in 1996 en omvat ondertussen zowat 260 hectare. In 2001 werd het Heidebos erkend als Europees Habitatrichtlijngebied (Natura 2000-gebied 'Bossen en heiden van Zandig Vlaanderen: oostelijk deel' (BE2300005), wat zorgt voor de strengste wettelijke bescherming van het gebied.

## Geschiedenis

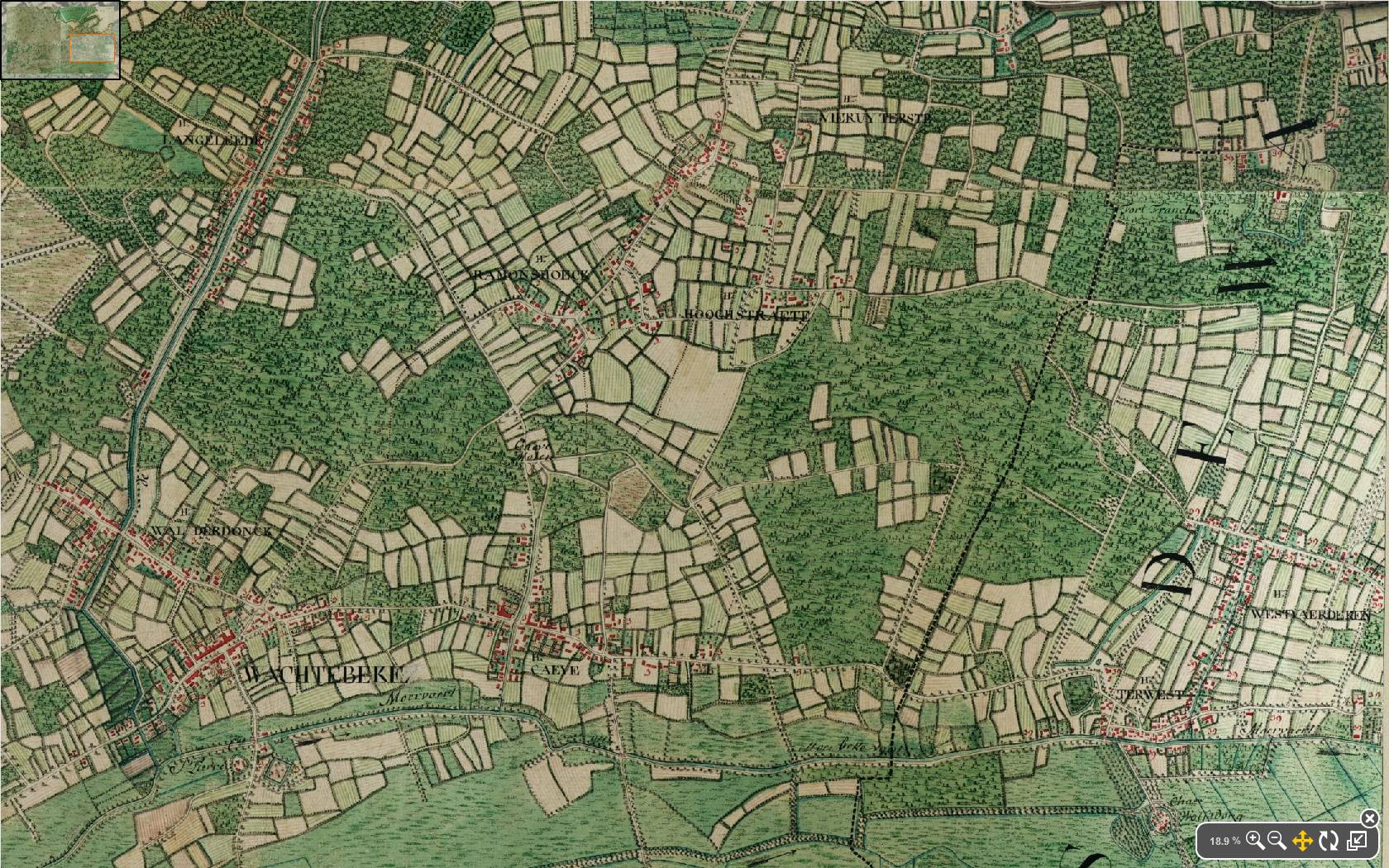
Ferrariskaart uit 1775 met daarop bosgebied op de huidige locatie van het Heidebos.

Het heidebos zou reeds opgetekend zijn op de Ferrariskaart in de 18de eeuw, wat erop wijst dat de oorsprong van het bos zeer oud is. Ondanks de arme zandgronden werd het gebied reeds gedurende de vroege middeleeuwen ontgonnen door de abdijen en kloosters zoals o.a. Sint-Baafs. Het is waarschijnlijk aan dit soort landbouw dat het bos zijn huidige heide en openbos karakter te danken heeft. In de Tachtigjarige Oorlog lag dit gebied midden in de frontlijn, en de Spanjaarden groeven er een ganse reeks van primitieve forten, waarvan enkel nog Fort Francipani in het landschap kan worden herkend. In het jaar 1939 begon het Belgische leger met de aanleg van een vliegveld, dat gedurende de Tweede Wereldoorlog werd afgewerkt door het Duitse leger. Sporen van de betonbanen zijn nog steeds zichtbaar en in de volksmond wordt dan ook nog vaak verwezen naar 'het vliegplein'. Sindsdien was het bos een privaat domein en werd het gebruikt als jachtgebied, tot het door de vzw Natuurpunt werd opgekocht en geopend als natuurreservaat in 1997. Het wordt ook als waterwingebied benut.

## Troeven
Het heidebos ligt op een zandrug en herbergt een unieke afwisseling aan biotopen: naaldbos, loofbos, struwelen, verlaten akkers, heide, droge graslanden en dreven. Hoewel de duidelijke aanwezigheid van menselijke invloed (dreven, naaldhout voor de industrie van de 19de eeuw, vervallen akkertjes,...) hebben de dieren er zich op een unieke manier aangepast. Zo vindt men er nog de nachtzwaluw, de wespendief, eikelmuizen, eekhoorntjes en hagedissen. Sinds kort lopen er ook terug reeën in het bos.

## Problematiek
De afhankelijkheid van de menselijke ingreep op het landschap vormt de zwakke plek van het ecosysteem in het heidebos. De verwaarlozing van het gebied in de tweede helft van de 20ste eeuw, alsook de invoer van Amerikaanse vogelkers vormen een serieuze aanslag op het natuurgebied. Sinds het ontstaan van het bos levert de vzw Natuurpunt een verwoede strijd tegen het dichtgroeien van de heide door onder andere adelaarsvaren en de vogelkers handmatig te verwijderen. Dit is uiteraard een zeer moeilijke taak, en nog veel inzet van vrijwilligers zal vereist worden. Sinds kort werden ook Galloway-runderen ingevoerd om de natuurlijke structuurvorming te ondersteunen.

## Afbeeldingen

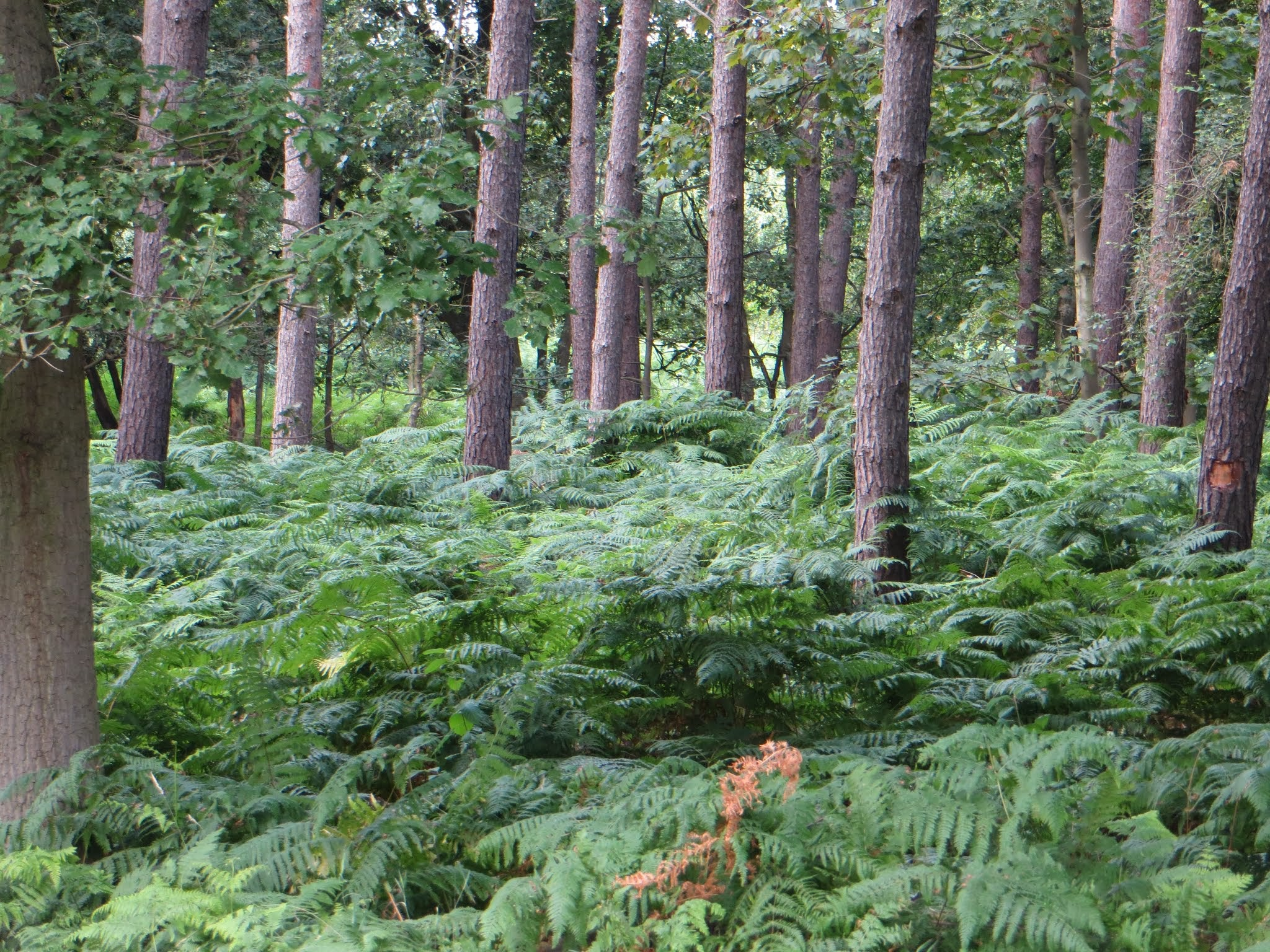
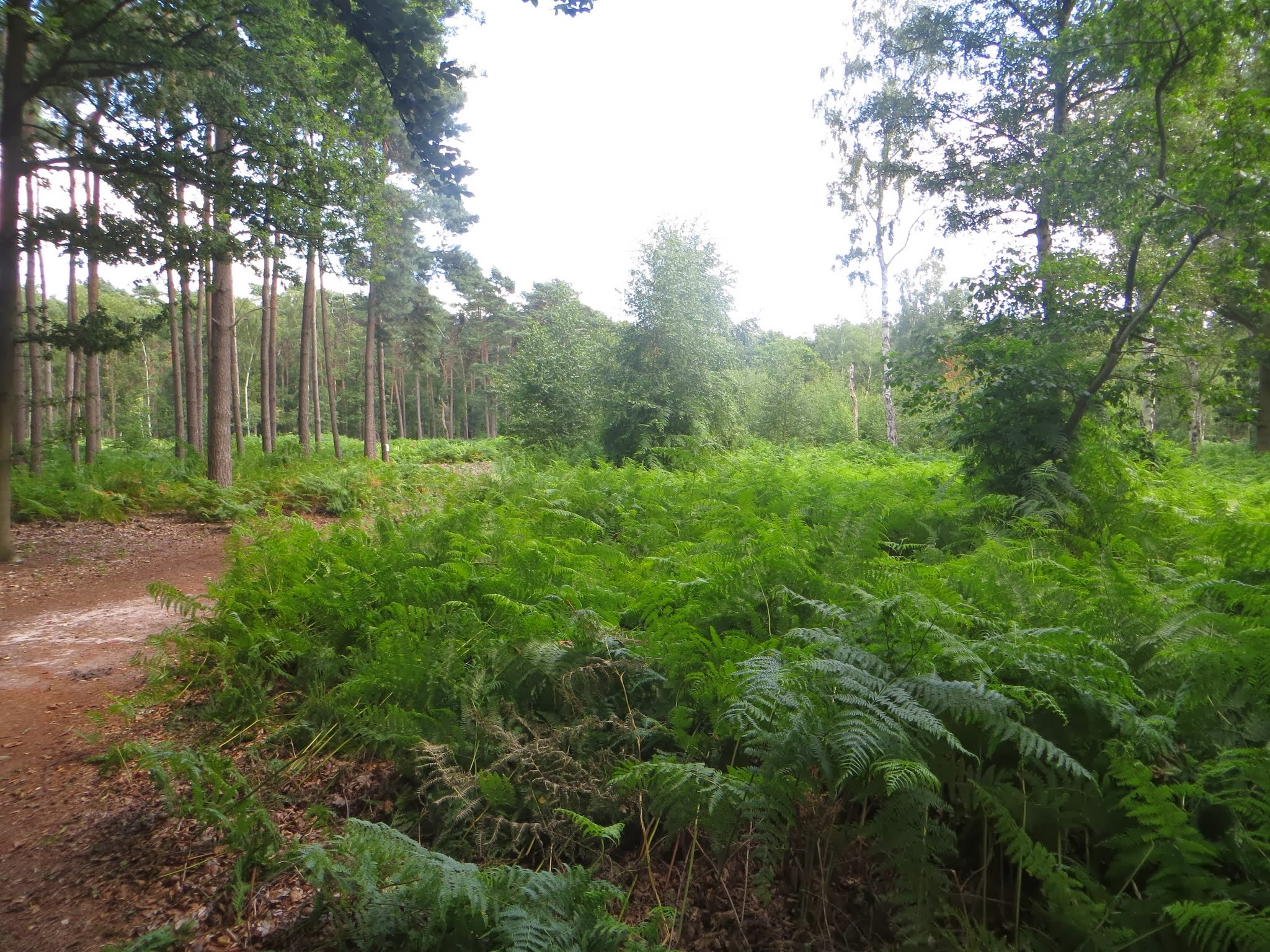